# نمایش در ژاپن (کتاب)
نمایش در ژاپن کتابی است در نمایشِ ژاپنی از بهرام بیضایی که سالِ ۱۳۴۳ به توسّطِ انتشاراتِ مجلّهٔ موسیقی به چاپ رسید. داریوش آشوری و سهراب سپهری در بخش‌های ترجمه به بیضایی کمک کردند و نوشتهٔ ژاپنی روی جلد نیز خطِّ سپهری است.

## متن
نسخهٔ آغازینِ این کتاب به صورتِ مقاله‌ای در زمستانِ ۱۳۳۸ نوشته شد. سالِ ۱۳۴۳ به صورتِ چهار مقاله بازنویسی و از تابستان تا زمستانِ ۱۳۴۳ در مجلّه موسیقی چاپ شد. زمستانِ همان سال مجموعهٔ این مقالات به صورتِ کتاب چاپ شد و رسماً تجدیدِ چاپ نشد تا زمستانِ ۱۴۰۰ که انتشاراتِ روشنگران و مطالعات زنان چاپی عکسی ازش منتشر کرد.

### فهرستِ مطالب
- نمایش در ژاپن
  - نو
  - متن: آتسوموری
ئویماتسو
  - کیوگن
  - متن: پرنده‌گیر در دنیای مردگان
  - نینگیوجوروری
  - متن: خودکشی دلباختگان در سونه‌زاکی
  - کابوکی
  - متن: کانجینچو
  - نمایش معاصر
- ضمیمه: برگی از زیبائی‌شناسی نمایش
- خآمذ

### توضیحات
1. ↑  نویسندگانِ کتابِ ژاپن‌شناسی در ایران: بررسی سیر شناخت ایرانیان از ژاپن (۱۳۹۸) گفته‌اند سالِ ۱۳۴۲ (ص. ۲۳۶).

### ارجاعات
1. ↑  عابدی، «دو رساله دربارهٔ سهراب سپهری»، ۱۱۹−۱۲۰.